# Acesulfam K
Acesulfamul (acesulfam potasic sau acesulfam K) este un îndulcitor alimentar sintetic nenutritiv și are numărul E E950.